# Rata Blanca
Rata Blanca es una banda de hard rock y heavy metal formado en 1985 por el guitarrista Walter Giardino en la zona del Bajo Flores, barrio ubicado al sur de la ciudad de Buenos Aires. Se lo considera como una de los más importantes e influyentes del hard rock y heavy metal en español, aunque durante su carrera también han incorporado pesados riffs con estructuras melódicas y armónicas de la música clásica. Con los años han sido clasificados en distintos subgéneros, sin embargo el grupo se considera simplemente "rock metálico".
El grupo se lanza al estrellato en los años 1990, destacándose como una de las bandas argentinas más populares de todos los tiempos. Tres de sus álbumes han sido incluidos entre los mejores 250 del rock iberoamericano.
Su carrera parece impulsarse a los más altos niveles en 1990 con su segundo disco, Magos, espadas y rosas logrando varias distinciones, y que le ha validado el comienzo de una larga hegemonía en el contexto internacional, estableciendo firmemente su reputación como banda en vivo.
Muchas de sus canciones han logrado un alcance de popularidad hasta entonces inimaginables para el hard rock. Ostentan durante su trayectoria 12 discos de oro, 10 de platino y 3 doble platino, haciéndolos la banda del género más exitosa de su país, como así también una de las más reconocidas internacionalmente. La química se basa en el virtuosismo de Walter Giardino y la poderosa voz de Adrián Barilari.
Desde sus comienzos, la banda ha sufrido varios cambios en su formación, siendo Walter Giardino el único miembro original que permanece hasta hoy. Su alineación actual está formada por Walter Giardino (guitarra), Adrián Barilari (voz), Alan Fritzler (batería), Danilo Moschen (teclados) y Juan Pablo Massanisso (bajo).

## Historia

### Los inicios y el éxito del primer álbum (1986-1989)
Rata Blanca hizo de todo. Rata Blanca pasó por arriba todos los prejuicios, a las grabadoras, un montón de gente vivió de Rata y ganó dinero haciendo que el heavy metal, inconscientemente, subiera a puestos inesperados e inalcanzables hasta ese momento. Nos dijeron caretas desde el primer día que alcanzamos el éxito y grasas cuando tocamos en bailantas. Pero soy del pueblo y fui a tocar para el pueblo.
Walter Giardino.

En 1985, el guitarrista Walter Giardino abandona el popular grupo V8. Viendo que el panorama de la música pesada en Argentina estaba en sus peores momentos y no había propuestas que respondiesen a sus intereses musicales, le comunicó a Gustavo Rowek (exbaterista de V8) su idea de grabar independientemente un demo con los temas de su autoría, para que le sirviera como carta de presentación en Inglaterra, ya que había pensado emigrar del país. El baterista accedió y la grabación tuvo lugar en los Estudios Buenos Aires; los músicos que participaron junto a ellos fueron Rodolfo Cava en voz y Yulie Ruth de Alakrán en bajo. Grabaron cuatro temas: "Chico callejero", "Gente del Sur", "Rompe el hechizo" y "La bruja blanca", tres de los cuales se incluyeron luego en el primer álbum. El resultado les gustó tanto a los músicos que decidieron intentar una vez más la formación de una banda en Argentina.
Dado que Yulie Ruth era el bajista oficial de Alakrán, banda ya consolidada en la Argentina, el rompecabezas de Giardino quedó sin una pieza, la que fue inmediatamente sustituida por Guillermo Sánchez, por medio de un amigo de la banda, Sergio Berdichevsky, quien también se une como guitarra rítmica. Al poco tiempo el vocalista, Rodolfo Cava, abandona el proyecto debido a sus ambiciones personales, lo que obliga a buscar una nueva voz. Precisamente este puesto le es ofrecido a Saúl Blanch, un representante del rock duro de los años 1970, ex-Plus. Al principio la banda iba a tener un estilo mucho más duro, contaba Walter Giardino, pero con la llegada del nuevo vocalista el sonido debió adaptarse a la voz del cantante. Los primeros dos años de Rata Blanca fueron de ensayo antes de su debut un 15 de agosto de 1987 en el teatro "Luz y Fuerza" en Buenos Aires ante 600 personas que colmaron la capacidad del lugar.
El 19 de septiembre de ese mismo año se produjo la segunda presentación; en esta ocasión en el Teatro Lasalle. Nuevamente un lleno total y mucha expectativa. Hubo algunas personas que le recordaron el nombre de V8 a Giardino, pero la cuestión no se hizo mayor. Luego de este show, Saúl Blanch se alejaría de la banda. Según sus propias palabras, veía que el grupo tenía buenas intenciones, que las ideas valían, pero la cosa distaba mucho de estar armada.[cita requerida] En su momento las presentaciones se hacían a pulmón, no dejaban ganancias, y trataban de conseguir todo a pagar más tarde. El 2 de enero de 1988 hicieron su tercera presentación en el Teatro Fénix del barrio de Flores, introduciendo al nuevo vocalista Carlos Périgo, que venía de Horcas. Périgo, quien brindó su aporte, consolidó al grupo dejando el tema “Días Duros“, un clásico de Rata Blanca, llamado originalmente “Un Camino Nuevo“. Luego de un solo show, tuvo que dejar la banda por problemas de salud.
La música de Rata Blanca tomó desprevenido a un público poco acostumbrado al heavy metal clásico. También se terminaba el mito de que los metaleros eran personas con poca cultura musical: “La banda tiene la potencia y la rítmica de heavy metal sumadas a estructuras melódicas y armónicas de la música clásica. Escucho a Paganini, Bach, Mozart, Vivaldi y Beethoven con el mismo interés que a Deep Purple, Rainbow, Judas Priest, Accept y AC/DC” decía Walter Giardino.[cita requerida]
Pronto e inevitablemente reciben una oferta de Polygram para grabar el que sería su primer disco, el cual, curiosamente, fue desarrollado en la misma sala donde un tiempo atrás hacían la demo que daba origen a la banda. Ya tenían registradas todas las bases y las guitarras, pero surge un nuevo percance: Shito Molina, el nuevo vocalista, faltando una semana para terminar la producción, sufre una serie de complicaciones en su salud que lo dejan casi sin voz. Nuevamente sin cantante, Rata Blanca prueba a Lowi Novello (ex LZ2 y Vorax), quien permanece un par de ensayos. El tiempo de espera para grabar se acorta y él no está preparado para grabarlo, lo que provocó el llamado de emergencia a Saúl Blanch, quien ya conocía los temas y estaba familiarizado con los integrantes.
En octubre de 1988 salió a la venta el primer álbum de Rata Blanca, homónimo, superando las expectativas y agotando sucesivas ediciones (20.000 copias en los primeros 7 meses, luego Disco de oro). El tema de difusión, "El sueño de la gitana", prendió entre el público no metalero, mientras que "Chico callejero" sería el himno de los primeros años de la banda. Gracias a Blanch, Rata Blanca pudo culminar la grabación en fecha, y gracias también a su compromiso, pudieron presentar el disco en una serie de recitales.

### Hacia el estrellato: Magos, Espadas y Rosas (1990)
«Iniciada la década del 90, Rata Blanca encontró en su segundo disco un éxito desmesurado e inalcanzable. Creo que pocas personas realmente valoran el impresionante fenómeno que significó y significa Rata no sólo en nuestro país sino en todo territorio al que llevan la bandera argentina. Su humildad y arrolladora música demostraron que el rock argentino nada tiene que envidiarle al rock de habla inglesa.».
Mario Pergolini.

En 1989, el tecladista Hugo Bistolfi se unió a la banda, mientras que Saúl Blanch se fue alejando. Debido a su edad de 39 años y sabiendo que el grupo buscaba desesperado un cantante, Marcelo Michell, amigo de la banda, les presenta a un amigo, Adrián Barilari, cantante en ese tiempo de “Días de Gloria”. Se realizó una reunión en la casa del vocalista a la que asistieron Walter Giardino y Hugo Bistolfi. Adrián no estaba convencido de abandonar aquella banda para entrar a Rata Blanca porque tenía una amistad con el resto de los músicos, y además algunos contactos con los cuales tratarían de hacer despegar su propuesta. Fueron justamente sus amigos, los músicos de su banda, los que lo incitaron a probar suerte en Rata Blanca, ya que tenían un disco editado y les había ido muy bien.
Bastó una gira por el sur del país y algunas presentaciones capitalinas para que Adrián Barilari, se convirtiese en la voz emblemática de Rata Blanca. Su figura menuda contrastaba simpáticamente en el escenario con la elevada talla de Walter.
Así sería el otro disco, titulado Magos, espadas y rosas, el que les daría un fuerte reconocimiento, trascendiendo el ambiente metalero para lograr una difusión masiva a través de los grandes canales de televisión y llegando al público general. El corte de difusión, La leyenda del hada y el mago, se convirtió en un clásico, siendo considerado uno de los mejores temas en la historia del rock nacional.[cita requerida] Pero fue el tema Mujer amante el que significó un quiebre en su trayectoria, siendo hasta la actualidad el más conocido de la banda y habiendo sido elegido como uno de los de la historia del rock hispanoamericano por diversos medios, como la revista Rolling Stone, que lo incluyó entre las 100 mejores canciones del rock nacional.[cita requerida]
La presentación del álbum se llevó a cabo en la gran gira Por el camino del Sol.Fue así como Magos, espadas y rosas fue presentado en el estadio Obras ante casi 7000 personas en su primera función, siendo igualados solamente por sus compatriotas de Soda Stereo. Luego de eso realizaron más de 120 shows en todo el país, incluyendo uno en Obras como teloneros de Ian Gillan (cantante de Deep Purple y Black Sabbath).
Muchas revistas les dedican las tapas. Como cierre del año la revista Metal realiza una encuesta entre sus lectores dando como resultado un abrumador éxito de Rata Blanca, ganando el primer lugar como la banda del año, Walter Giardino se lleva el título de mejor guitarrista, Magos Espadas y Rosas se consagra como mejor álbum, Gustavo Rowek es señalado como segundo baterista, y "La leyenda del Hada y el Mago" y "Mujer Amante" como 1.º y 3.º mejores temas, respectivamente.[cita requerida]
En septiembre participan en el Chateau Rock, realizado en el estadio Chateau Carreras de Córdoba, cerrando la gira del interior ante casi 10 000 cordobeses, preparándose para volver a los estudios a concluir lo que sería su tercer placa, Guerrero del arcoíris.

### Guerrero del Arco Iris y su mayor convocatoria (1991-1992)
Tras el abrumador éxito cosechado por su segundo disco, la banda vuelve a los estudios para grabar su tercera placa. El siguiente álbum, Guerrero del arcoíris (en homenaje al barco de Greenpeace), ya era doble platino antes de salir a la venta, y salió a través de PolyGram. El tema que da título a la placa se convirtió en un clásico infaltable hasta hoy día en los conciertos.
Con su estilo de metal clásico, alcanzan en 1991 su pico de mayor popularidad, al vender más de 200 mil copias de sus tres discos. Guerrero del arcoíris fue presentado el 28 de diciembre en el estadio de Vélez Sársfield, con Attaque 77 como soporte, ante más de 40.000 personas, algo que ninguna banda argentina de este género logró antes o después, poniéndole fin a la gira Por el camino del Sol, para a su vez dar inicio a la Gira Guerrera.
Luego de varios conciertos por las provincias argentinas, volvieron a Buenos Aires y finalizaron la gira, tocando tres noches en el Teatro Ópera con la Orquesta de Cámara Solistas Bach, llevando un total de casi 20.000 personas, y durante las cuales se hicieron las tomas para el disco En Vivo en Buenos Aires, que por cuestiones contractuales con Polygram no se pudieron ofrecer al público sino hasta años posteriores.

### En el foco de las críticas (1992)
Durante el transcurso de 1992, se desató una polémica entre los seguidores del género metálico, ya que la convocatoria de Rata Blanca había superado largamente la capacidad de los lugares acostumbrados por las bandas del género, por lo que el grupo decidió tocar para la gente de Gran Buenos Aires en escenarios no tradicionales que eran repudiados por grupos ortodoxos de metaleros. Esto trajo consecuencias y críticas desde varios sectores, alimentados sobre todo por las tergiversaciones de los hechos que generaban algunos medios de comunicación.
Respecto a dichos sucesos, Walter Giardino decía:

Nosotros sabíamos que no estábamos equivocados, porque nadie se anima a decirnos de frente “¿ustedes por qué tocaron en bailantas?”. Sería algo un tanto racista, una forma de decir “vos no podés tocar para esa gente”... Y nosotros estábamos tocando para la gente del conurbano, que no venían a Buenos Aires o no tenían el poder adquisitivo para vernos en otros lados. Después hicieron las maldades de costumbre, muy típico de Argentina: instalaron mentiras, como que nosotros tocábamos música tropical. Tenés que ser un imbécil para creer que Rata Blanca hacía cumbia.

Barilari reflexiona sobre lo mismo:

Fuimos porque a esa gente le cuesta un huevo venir al Ópera. No sé por qué usaron eso en nuestra contra, de una manera muy sucia. ¿Por qué no ir a tocar para la gente humilde? ¿El rock tiene que discriminar, acaso? Se llegó a decir que tocábamos cumbia. Increíble... Nos sucedió solamente en Argentina.

### La primera gira europea: nace El Libro Oculto (1993)
Durante 1993 realizan su primera gira internacional, Tiempo de Arco Iris, por Iberoamérica, España, Portugal y Alemania, quedando registrada en el DVD Gira por Europa.
Durante este tiempo, aprovecharon para grabar en España el EP El libro oculto. El disco fue más duro tanto en música como en letras respecto a los anteriores.
Con este disco comienza el alejamiento de Adrián Barilari de la banda liderada por Walter Giardino, debido a que el cantante estaba en desacuerdo con el estilo musical del último álbum. Sin embargo, con el paso del tiempo El libro oculto terminó siendo uno de los discos preferidos de Barilari, según palabras de Giardino.

### La partida de Barilari y el inicio de otra era (1994-1997)
«Sin Adrián la banda ya no era lo mismo. El sonido comenzó tal vez sin darnos cuenta a endurecerse y nos fuimos enfocando hacia el extranjero. Poco a poco el público argentino fue pensando que Rata había desaparecido. De alguna manera presentíamos que era el principio del fin.».
Guillermo Sánchez.

Durante la gira por Europa, Adrián Barilari comunica a Giardino su decisión de dejar la banda por motivos personales, ya que había surgido un problema en su familia, a lo cual el resto de la banda le responde que deje la gira por la mitad y viaje a Buenos Aires. No obstante, Adrián continúa con el disco y la gira hasta finalizar con ambos.
Una vez en Buenos Aires, Hugo Bistolfi se aleja de la banda y es reemplazado por Javier Retamozo. Con esta formación y durante un concierto en Obras, Adrián Barilari se despide de Rata Blanca y forma Alianza junto a Hugo Bistolfi, con el cual llegarían a editar tres discos. Sin Barilari la banda perdió popularidad en su país natal, sin embargo continuó siendo popular en el exterior.
Con la partida del emblemático cantante, queda vacante, una vez más, el puesto de vocalista, que finalmente es ocupado por Mario Ian, ex-Alakrán, quien dio continuación a la banda contribuyendo no solo con las voces sino también con las letras de varias canciones.
En 1994, el grupo se anima de nuevo e irrumpe con su quinto disco. El sonido que obtuvieron en el disco Entre el cielo y el infierno muestra la incursión hacia un marcado endurecimiento en su sonido, y que por su condición, tuvo una muy buena aceptación dentro del público metalero. Aquí destacan canciones como "Bajo control", "Jerusalén" y "S.I.D.A".
Al contrario del decaimiento a nivel nacional, Rata Blanca logró su mejor etapa de proyección internacional, haciendo dos grandes giras por México, Estados Unidos y España. En el mes de septiembre de 1995, son invitados a tocar en el Monsters of Rock de San Pablo, Brasil, compartiendo cartel con artistas como Ozzy Osbourne, Therapy?, Alice Cooper, Megadeth, entre otros, y tocando ante más de 100.000 personas. Mientras esto sucedía en el exterior, en la Argentina Rata Blanca había perdido su espacio en los medios de comunicación.
En 1996, la banda se presenta junto a Horcas, Logos y Vibrion en el marco del festival itinerante Metal Rock Festival I. Comenzarían el 12 de abril en el estadio de Morón y continuaría el 13 de abril en el estadio Obras, fecha en la que rindieron homenaje a V8 los exmiembros de la mítica banda. En octubre, y luego de emprender una gira por el país, se presentaron el 19 de octubre de 1996 como soportes de AC/DC en el estadio de River.  Cabe destacar que este recital fue el del debut de Gabriel Marián en las voces ya que Mario Ian se había ido de la banda tras no estar de acuerdo en grabar lo que sería el disco Rata Blanca VII.
Finalmente es editado el disco En Vivo en Buenos Aires, un disco con 7 canciones y 3 temas instrumentales grabados en 1992 al cierre de la Gira Guerrera, y así concluye el contrato de la banda con Polygram, a pesar de que la idea inicial era que este fuera un disco doble en vivo con todos los temas del primer disco cantados por Adrián Barilari.
En 1997, Rata Blanca sufre otro cambio de cantante. En medio de un casting del que participaron más de 100 postulantes, Gabriel Marian, de por entonces 23 años, fue recomendado a la banda. Giardino lo invita a cantar, y después de probarlo con una canción es elegido como nuevo cantante de Rata Blanca. Con esta formación editan su séptimo disco, titulado Rata Blanca VII, pero la intención de recuperar el terreno perdido se vio frustrada por la poca publicidad y aceptación que tuvo esta placa. Poseía muchas influencias del heavy metal moderno, lo cual representaba un claro despegue de las raíces tradicionales de la banda. También recibieron críticas por coquetear con el sonido punk en la canción llamada "La historia de un muchacho".
El vocalista Gabriel Marián -debido a su joven edad e inexperiencia en ese entonces- solía olvidar partes de algunas letras y sufrir problemas de afinación en los shows, sobre todo cuando interpretaba las canciones que habían sido grabadas originalmente por Saúl Blanch y Adrián Barilari, ya que demandaban una alta exigencia vocal. Estos desfasajes generaban quejas y molestias por parte de los fanáticos y, en ocasiones, del mismo Walter Giardino en los respectivos conciertos que brindaba la banda. Adicional a esto, Gustavo Rowek, miembro fundador del grupo, había manifestado su intención de partir.
Con todos estos problemas y desentendidos, el bajista Guillermo Sánchez, en una habitación de hotel le comunica a Walter Giardino que creía que era hora de terminar con Rata Blanca. El guitarrista coincidió de inmediato y decidió disolver la banda, prometiendo volver a juntarse al menos una vez al año para dar un show. La banda se disolvió finalmente a comienzos de 1998 y Walter decidió llevar a cabo un proyecto solista llamado Walter Giardino Temple, donde después de varios cambios de músicos el sonido obtenido era semejante al de Rata Blanca. Mientras, Gustavo Rowek y Sergio Berdichevsky permanecieron juntos y formaron Nativo. Aunque mantuvo su amistad con Rowek y Berdichevsky, Guillermo Sánchez decidió no formar parte de Nativo y armó su banda Revólver.

### El Regreso: Grandes Canciones (2000-2001)
Desde que Rata Blanca se separó, Walter recibía ofertas para volver a juntarla. En pleno invierno del 2000, Walter anuncia dos shows, en Buenos Aires y en Rosario, junto a Fernando Scarcella (batería), Daniel Leonetti (bajo), Miguel de Ipola (teclados), y con Adrián Barilari como cantante invitado. Los conciertos superaron ampliamente las expectativas, y durante los cuales es presentada (en una emotiva e increíble participación del público) la versión acústica de Mujer Amante junto a un chelista, y un violinista invitados. Durante el show en Bs. As., Daniel Leonetti manifiesta una actitud que lleva a Giardino a tomar la decisión de separarlo de la banda luego del inminente show en Rosario, y como ya estaba confirmada al menos una presentación en Santa Cruz de la Sierra, Bolivia, Walter llama a Guillermo Sánchez para que integrara la banda tocando el bajo.
Siendo ya tres de los míticos integrantes de Rata Blanca, Walter decidió que no podía seguir llamando Temple a la banda. Fue así como Giardino decidió volver a convocar a los restantes exmiembros de Rata, aunque Berdichevsky y Rowek no aceptaron, alegando que preferían mantenerse en su actual banda.
De este modo vuelve Rata Blanca, ahora como quinteto, siendo Walter Giardino el único guitarrista, Adrián Barilari el vocalista, Hugo Bistolfi el encargado de los teclados, Sánchez el bajista y Scarcella el baterista. Durante algún tiempo estuvo como baterista Raúl Olimpo Hernández Sánchez. Este miembro fugaz de la banda servía únicamente como baterista de apoyo, pero tuvo su oportunidad cuando Fernando Scarcella se lesionó el hombro. Trabajó durante la lesión de Scarcella, que duró un año. Al cabo de dicho período se retiró del grupo.
La banda confirma su regreso dando shows por toda América, emprendiendo a principios de octubre una gira por México (18 presentaciones, y llegando a una suma estimada de 30 000 personas), Ecuador, y Colombia para finalizar con un concierto el 19 de diciembre de 2000 en el Teatro Coliseo a sala llena y dejando gente afuera.
Unos días más tarde sale a la venta por el sello Universal el octavo disco llamado Grandes Canciones, conteniendo los grandes éxitos de la banda, y una nueva versión del exitoso tema Mujer Amante en su versión acústica, que volvió a ser un hit en las radios porteñas, consolidando el regreso y la recuperación de la popularidad por parte de la banda. El recopilatorio llegó a disco de oro, y al mes de su lanzamiento ya llevaban más de 15 000 copias vendidas.
Junto con el exitoso álbum, durante el 2001 realizaron más de 150 conciertos incluyendo España, Hispanoamérica y el interior de Argentina. Sobre el final del año, realizaron tres shows a sala llena en el teatro Gran Rex, logrando así una cifra récord de cerca de 400 mil personas que los vieron en vivo.[cita requerida]
Ese mismo año la banda junto a Nightwish y Stratovarius realizan una nueva versión de la canción La leyenda del hada y el mago.

### La Trilogía de Oro (2002-2008)
«Rata Blanca es una banda gigante, yo diría monstruosa, que te ocupa todo el tiempo y como siempre decimos con Walter, es una banda que tiene pies y cabeza, camina sola, simplemente hay que darle arranque y funciona en forma óptima. Con la trayectoria y el tiempo que llevamos, ya todos sabemos por donde vamos y como darle lo mejor a nuestra gente con sólo mirarnos.».
Adrián Barilari.

Luego de numerosos shows, la banda vuelve a los estudios para grabar su nuevo material discográfico. El álbum "El camino del fuego" vio la luz en el año 2002, siendo sus temas más populares "Volviendo a casa", "La canción del guerrero" y "Cuando la luz oscurece". El camino... significó un nuevo cambio en el sonido, con tintes de hard rock pero siguiendo también su línea de heavy metal, con influencias de Deep Purple y bandas del estilo pesado. El disco fue muy aceptado por los fanáticos llegando a ser disco de oro. Para entonces, Walter Giardino se radicó en Madrid, pero eso no le impidió a la banda continuar presentándose en Argentina con un éxito recuperado.
En el año 2002 realizan dos conciertos en el Luna Park, reuniendo a 23.000 personas entre ambas funciones. Estos conciertos quedaron registrados en el disco Poder vivo. Estaba en los planes la grabación de un DVD en vivo, pero por problemas técnicos no se pudo llevar a cabo.
Tras más de dos años de giras alrededor del mundo, en 2005 apareció "La llave de la puerta secreta", con clásicos como el tema que dio título al álbum y la balada power "Aún estás en mis sueños", que haría furor las radios para ese año. El disco fue galardonado como Disco de Platino en ventas.
El disco seguía la línea del estilo de El camino del fuego, con temas metaleros, rock & roll y un blues, algo inédito en la banda. La presentación oficial se realizó con tres funciones repletas en el Estadio Obras de Capital Federal.28 Luego, Rata iniciaría una extensa gira por el resto de la Argentina, para luego recorrer el resto de Sudamérica, España y demás países europeos.
Fueron tres años de gira presentando el nuevo álbum, hasta que en el año 2008 Rata Blanca pudo volver a los estudios para grabar su octavo disco de estudio titulado "El reino olvidado". Dos semanas antes de salir a la venta, ya era Disco de oro. La presentación se llevó a cabo en un local de la disquería Musimundo en la ciudad de Buenos Aires, donde la banda llevó a cabo una firma de autógrafos y entrega del nuevo material discográfico, evento al cual asistieron más de 5000 personas. El nuevo disco contiene doce temas, siendo los más destacados, "El reino olvidado", que se revelaría como un clásico de Rata con un solo de guitarra con la impronta de los más pesados estilos del metal neoclásico, "Talismán", "Un día más, un día menos", "El círculo de fuego" y "El guardián de la luz". La banda realizó la gira de presentación del disco por Sudamérica y Norteamérica. Esta gira de presentación se llamó Talismán Tour.
El 5 de junio de 2009 se presentaron en el Estadio Luna Park para la presentación oficial de su más reciente trabajo, colmando la capacidad del lugar habiéndose agotado las entradas más de una semana antes del concierto. El concierto fue arrollador, siendo calificado como una de las mejores actuaciones en vivo del año.[cita requerida] Actuaron junto a la finlandesa Tarja Turunen la cual interpretó dos temas clásicos de la banda a dúo con Barilari y un cover de Deep Purple. El concierto fue editado en formato DVD y BluRay.30 Un mes más tarde, en julio de ese mismo año, Rata Blanca pisó tierras españolas tocando en Miguelturra, siendo teloneados por uno de los grupos más importantes de la región, Zodyark. A pedido de su público, en octubre del mismo año dan un segundo show en el Luna Park.

### «The forgotten kingdom» y retiro de Bistolfi (2009 - 2010)
Después de haber vendido más de 50 000 unidades del disco "El reino olvidado" y haber arrasado en conciertos a los que asistieron más de 150.000 personas en Argentina y el resto de Sudamérica, Rata Blanca relanza su último disco de estudio, pero con la particularidad de que las canciones estaban cantadas en inglés: The Forgotten Kingdom. El vocalista emblema de la banda, Adrián Barilari, alegó no tener buena fonética en el idioma inglés para llevar a cabo la grabación, lo cual para nada implicó su alejamiento de Rata Blanca, sino que solo cedió su lugar para la grabación del nuevo material. Por lo tanto, para este nuevo emprendimiento el grupo contó con la participación del escocés Doogie White, vocalista de Rainbow y de la banda de Yngwie Malmsteen. En el álbum obra no faltan las composiciones épicas, el más potente Rock and Roll y canciones llenas de fuerza, pasión y melodía. El nuevo álbum fue lanzado en la Argentina solo por tiempo limitado ya que está destinado especialmente al continente europeo y el resto del mundo. Salió a la venta en marzo de 2010 en Europa y Norteamérica, donde las expectativas crecen en torno al flamante material de la banda. Rata Blanca se presentó en la Trastienda Club para la presentación de su flamante disco "The forgotten kingdom" con la participación en las voces del escocés Doogie White.
El 24 de marzo de 2010 se hizo oficial lo que ya era un rumor, la salida definitiva del legendario tecladista Hugo Bistolfi. La razón de su salida no fue manifestada públicamente y solo una parte allegada a la banda conoce los reales motivos, los cuales indican que la relación del tecladista con Walter Giardino se había desgastado y derivó en el alejamiento de Bistolfi de la banda. En su reemplazo llega a la banda Danilo Moschen quien ha colaborado con Beto Vazquez Infinity, JAF, Barilari, Logos, entre otros reconocidos artistas. Cabe mencionar que para esta posición también fue tomado en cuenta Miguel de Ipola, quien fuese tecladista de Walter Giardino Temple y de Rata Blanca en su concierto de regreso, y posteriormente de Los Piojos.

### Magos, Espadas y Rosas: XX Aniversario (2010-2011), Bodas de Plata (2012-2014)
Tras finalizar los shows de la banda con el cantante Doogie White y ya con Danilo Moschen en las teclas, comienzan a palpitar lo que fue el aniversario número 20 de su disco más exitoso, Magos, Espadas y Rosas.
En 2010 la radio Rock & Pop cumplió 25 años y algunos programas, tuvieron la oportunidad de celebrarlo en el programa "Cuál Es?" con un show en vivo en el estudio Norberto Napolitano. Magos, Espadas y Rosas, el disco que consagró a Rata Blanca, el más vendido de la historia del heavy metal en Argentina, cumplía, a su vez, 30 años desde el lanzamiento original en 1990.
Una vez realizada la grabación en vivo del disco completo y después de haber sido emitido por la misma radio, a la banda se le ocurrió la idea de lanzar esta nueva grabación en formato de CD como una reedición del mítico disco que les diera tanto éxito 20 años atrás. Entonces, en junio de 2011, Rata Blanca lanza el disco XX Aniversario Magos, Espadas y Rosas, cuyo contenido son las 7 canciones originales del disco, grabadas en vivo en el estudio Norberto Napolitano de la Rock & Pop. La grabación del mismo solamente fue remasterizada y lanzada tal cual fue grabada, con excepción de las voces que fueron grabadas nuevamente en un estudio aparte.
Con esto comenzaron una nueva gira por todo el país y por varios países de Sudamérica, con el nombre de XX Aniversario Tour: Magos Espadas y Rosas. En estos conciertos, la banda realizaba la completa ejecución del disco aniversario, con la inclusión de otras canciones clásicas y varias también de su anterior trabajo discográfico "El reino olvidado".
A mediados de 2012 y como parte de la celebración de sus 25 años, a través de las redes sociales promocionaron un nuevo diseño de su página web, que incluía una imagen de un castillo similar al de la portada de su primer disco. Al poco tiempo la banda se presentó el 18 de agosto de en el Teatro Vorterix con Gustavo Rowek, Sergio Berdichevsky y Saul Blanch como invitados. Estos interpretaron dos temas clásicos del primer disco "Chico Callejero" y "Sólo Para Amarte". El 7 de noviembre de 2012 se presentan como teloneros en el concierto de Kiss en Argentina. Tuvo lugar en el estadio de River. A finales de 2012 anuncian una presentación en el Lawn Tennis Club de la ciudad de Buenos Aires, siguiendo con el aniversario de sus 25 años de carrera. Dicho show contó con la participación de los mismos exmiembros que estuvieron presentes en el anterior recital en el Teatro Vorterix, tocando las mismas canciones junto con el clásico de la banda "El último ataque". Además interpretaron canciones que no tocaban usualmente. Parte del concierto fue transmitido en directo en televisión por TN.
A principios de 2013 anunciaron una presentación para el día 18 de mayo en el estadio Malvinas Argentinas, donde tocaron el primer disco completo (junto con Saúl Blanch, Sergio Berdichevsky y Gustavo Rowek) y el CD El Libro Oculto. A principios de 2014 se presentan el Rock BA, siendo la fecha que más gente convocó.

### Tormenta Eléctrica y fallecimiento de Guillermo Sánchez (2015 - 2017)
A fines de 2014 anunciaron a través de su página oficial de Facebook que apenas logren llegar al millón de Me gusta, compartirán información sobre la grabación de su nuevo disco de estudio. Representa la primera participación en estudio con Danilo Moschen como tecladista. El 5 de agosto de 2015 es publicado oficialmente el disco bajo el sello Icarus Music, que lleva por nombre Tormenta eléctrica. Contiene 11 canciones, de las cuales se desprenden Rock 'n' Roll Hotel, Tormenta eléctrica, Los chicos quieren rock y Tan lejos de aquel sueño. La edición digital incluye un bonus track, no incluido en el disco físico. Este disco se caracteriza por ser el más potente, según dijo el guitarrista. El disco tiene un sonido hard rock con letras más simples y realistas. El arte de tapa, de un estilo 3D fue diseñado por el artista chileno Claudio Bergamin.
Fue presentado oficialmente el 12 de septiembre de 2015, ante un Luna Park colmado de gente. Durante todo el 2016 realizaron giras por toda la Argentina, Latinoamérica y EE. UU., para terminar la gira en el Teatro Flores, a lleno total, donde a pedido del público, al finalizar el show realizaron un último tema, El Último Ataque.
A principios de 2017 realizaron una gira por Argentina brindando más de 35 shows en dos meses, terminando la gira en mayo de ese mismo año. En mayo de 2017, se conoció a través de las redes sociales que eran necesarios donantes de sangre de cualquier tipo, ya que Guillermo Sánchez, bajista del grupo, se encontraba hospitalizado en la ciudad de Buenos Aires debido a una septicemia, producto de una bacteria. Nunca se informó qué tipo de bacteria era la causante de la infección. El día 27 de mayo de 2017, el vocalista de Rata Blanca. A sí mismo, tanto como los demás miembros de la banda, Walter Giardino, con quien compartió escenarios durante los 30 años de la banda, también dejó su mensaje muy emotivo en su perfil de Facebook. El 10 de junio realizan un show en Perú, programado previo al fallecimiento de Guillermo, junto a Mago de Oz, donde el encargado del bajo fue Pablo Motyczak, quien además es el bajista de Walter Giardino Temple. El 15 de agosto de ese mismo año, se realizó un concierto en homenaje a Guillermo en el que participaron todos sus amigos del ambiente, incluido Rata Blanca que ese mismo día cumplían 30 años de trayectoria desde que debutaron en un escenario. Luego de esto, la banda realizó una gira recorriendo Argentina, Latinoamérica, Estados Unidos y finalizándola con dos shows en España, el primero en Madrid y el último en Barcelona, ambos shows fueron en conjunto con Walter Giardino Temple.

### 30 Aniversario y Tour Mundial (2018 - 2023)
A comienzos del 2018, con Pablo Motyzack ya instalado como bajista de la banda, anunciaron una gira que los llevaría por todo México, Colombia y algunas ciudades de Argentina. En mayo de ese mismo año anuncian que para los festejos del 30 Aniversario tocarían el 9 de agosto en el Luna Park con una orquesta de cuerdas, tal como lo habían hecho en 1992 en el Teatro Opera donde quedó registrado el disco "En Vivo en Buenos Aires". Dos días antes del show agotaron las entradas. Dicho recital fue de 3 horas de duración, donde repasaron toda su historia tocando temas de todos los discos, y como broche de oro interpretaron 10 canciones con la Orquesta de Cuerdas.
Una semana después del Luna Park emprendieron viaje para realizar shows en Perú, México y Estados Unidos, finalizando el año en el Teatro Vorterix de Colegiales, nuevamente con un lleno total.
Durante 2019 emprendieron una nueva gira mundial, tocando por países como Argentina, Colombia, Ecuador, México, Estados Unidos, Panamá, Guatemala, Chile y España, en la decimocuarta edición del Leyendas del Rock, uno de los festivales más importantes del país Europeo.
Para finalizar el año, se presentaron nuevamente en el estadio Luna Park, con una orquesta de cuerdas, tal cual lo hicieron el año anterior.
A comienzos del 2020, anunciaron una extensa gira por Argentina, donde presentarían temas de lo que será su próximo trabajo discográfico. En marzo de ese mismo año, se decreta la cuarentena obligatoria en todo el país a causa de la pandemia, por lo que debieron suspender todas sus fechas. Sin embargo, en agosto de ese año participaron de la edición virtual del Cosquín Rock en el Luna Park, aunque sin público.
En 2021 vuelven al ruedo, presentándose en Córdoba, por primera vez luego de la pandemia. Así también lo hacen en marzo en Capital Federal, pero no fue hasta agosto que comenzaron a realizar más shows, presentándose 2 veces en el Teatro Broadway de Capital, donde anunciaron que lanzarían mediante plataformas digitales, canciones grabadas en el Luna Park del 2019. En octubre vuelven a presentarse en Rosario y nuevamente 2 funciones en el Teatro Broadway de Capital, luego de estos shows viajaron a Estados Unidos, realizando 15 shows. Finalmente en diciembre despiden el año en el Teatro Ópera de Buenos Aires.
A principios de 2022 comienzan con shows, repasando toda su historia, girando por México y realizando una gira Argentina, recorriendo Buenos Aires, Córdoba, Santa Fe y el Sur argentino, cabe destacar que todos estos shows fueron agotados en su totalidad. Además, en el show de Rosario los nombraron visitantes distinguidos de dicha ciudad.
Para la segunda parte del año, preparan una gira extensa por Latinoamérica, incluyendo Perú (26, 27, 28 y 30 de julio), Chile (25, 26, 27 y 28 de agosto), Colombia (13, 14, 15, 16 y 17 de octubre) y Ecuador (20, 21 y 22 de octubre). Además de viajar nuevamente a Estados Unidos (15 de septiembre al 9 de octubre). Para los meses de noviembre y diciembre se realizó una nueva gira nacional. Tocaron en un recorrido que los llevó por Viedma (10 de noviembre), Bahía Blanca (11 de noviembre), Mar del Plata (12 de noviembre), Tandil (13 de noviembre), Lomas de Zamora (18 de noviembre), Santa Fe (19 de noviembre), La Plata (25 de noviembre), Rosario (26 de noviembre), Venado Tuerto (27 de noviembre), Mendoza (1 de diciembre), San Luis (2 de diciembre), Villa Mercedes (3 de diciembre), Río Tercero (4 de diciembre), Garín (9 de diciembre) y Quilmes (10 de diciembre).
Luego se confirmó que se metieron a grabar su nuevo álbum, el decimosexto de su carrera, que todavía no tiene fecha de salida, y con certeza no se sabe su nombre.
Durante los meses de enero y febrero de 2023 se anunció una gira por Argentina y Colombia a realizarse durante los meses de marzo, abril, mayo y septiembre, y durante el transcurso del año siguieron sumándose fechas para esta gira, la segunda de la banda tras el confinamiento por la Pandemia de COVID-19 en Argentina. Las ciudades en las que se realizó la gira son Villa Regina (2 de marzo), Neuquén (3 y 4 de marzo), Bariloche (5 de marzo), Buenos Aires (9 de marzo, abriendo para Mötley Crüe y Def Leppard), Comodoro Rivadavia (10 de marzo), Río Gallegos (11 de marzo), Río Grande (12 de marzo), Santiago del Estero (16 de marzo), San Miguel de Tucumán (17 de marzo), Salta (18 de marzo), San Salvador de Jujuy (19 de marzo, a tres años del confinamiento), San Juan (24 de marzo), Godoy Cruz (25 de marzo), San Rafael (26 de marzo), Avellaneda (31 de marzo), Ituzaingó (1 de abril), Baradero (8 de abril, participando del Rock en Baradero), La Plata (15 de abril), Río Cuarto (19 de abril), Marcos Juárez (20 de abril), Santa Fe (21 de abril), San Francisco (22 de abril), Villa María (23 de abril), Córdoba (5 de mayo), Rosario (6 de mayo), Haedo (12 de mayo), nuevamente La Plata (13 de mayo), Posadas (19 de mayo), Corrientes (20 de mayo), Bahía Blanca (25 de mayo), Olavarría (26 de mayo), Mar del Plata (27 de mayo), La Serena (23 de agosto), Santiago de Chile (25 de agosto), Concepción (26 de agosto), Pasto (13 de septiembre), Ibagué (14 de septiembre), Bogotá (15 de septiembre), Manizales (16 de septiembre) y Medellín (17 de septiembre). Se realizaron 70 conciertos, mientras se espera la salida de su nuevo álbum. En el medio de toda esa gira, la banda sumó shows en Perú (28, 29 y 30 de abril), Paraguay (18 de mayo) y El Salvador (21 de septiembre), Guatemala (22 de septiembre), Costa Rica (23 de septiembre) y Nicaragua (24 de septiembre). Además, viajaron a Estados Unidos entre el 28 de septiembre y el 23 de octubre, y terminarán posiblemente con la mezcla del nuevo disco. Luego de esta gira, la banda anunció que cerraron el año el 2 de diciembre en el estadio Luna Park, donde adelantaron temas del nuevo disco. Esos temas mencionados son Rock is rock e Hijos de la tempestad, que formarán parte del sucesor de Tormenta eléctrica.

### Gira mundial, nuevo disco y salida de Fernando Scarcella y Pablo Motyczak (2024-Actualidad)
En diciembre de 2023 se confirmó que seguirán adelantando temas de su nuevo disco, y girarán por varias ciudades de Argentina y el mundo. Se espera que el disco nuevo de Rata Blanca salga para los primeros meses. Contará con la siguiente formación, distinta a las anteriores: Walter Giardino en guitarra, Adrián Barilari en voces, Fernando Scarcella en batería, Danilo Moschen en teclados y Pablo Motyczak en el bajo. Será un disco con una formación distinta a la de las últimas décadas, ya que este será el primero con Pablo Motyczak en el bajo tras la muerte de Guillermo Sánchez. Hasta ahora se conocen los temas estrenados en Toluca y Buenos Aires. 
El 5 de enero de 2024, el baterista Fernando Scarcella anuncia su desvinculación no planificada de la banda luego de 23 años. Apenas unas horas más tarde, el bajista Pablo Motyczak hace lo propio anunciando también su desvinculación de la banda. Durante los últimos días, circulaban rumores de que Fernando Scarcella y Pablo Motyczak se desvincularon de la banda por diferencias con Walter Giardino. Sin embargo, el domingo 7 de enero, la banda emitió un comunicado oficial en el cual se aclaró que la salida de sus dos exintegrantes se debe a por decisión personal, dada la actividad intensa que vivieron. En su reemplazo se anunció el día 14 de marzo que John Paul y Alan Fritzler ocuparán sus puestos en bajo y batería. Sin embargo, el nuevo álbum ya está finalizado y se espera que salga dentro de poco tiempo. Su gira nacional abarcará ciudades como Comodoro Rivadavia (15 de marzo), Trelew (16 de marzo), Ramos Mejía (23 de marzo), Baradero (30 de marzo), Avellaneda (5 de abril), Ituzaingó (6 de abril), Córdoba (12 de abril), Temperley (13 de abril), San Justo (14 de abril), Godoy Cruz (18 de abril), San Luis (20 de abril), Tucumán (3 de mayo), Salta (4 de mayo), Palpalá (5 de mayo), Rosario (10 de mayo), Santa Fe (11 de mayo) y La Plata (12 de mayo). En esta gira es en donde, además de las canciones del nuevo disco, se presentaron los nuevos miembros de la banda, que ocuparon los puestos de Pablo Motyczak y Fernando Scarcella respectivamente en bajo y batería. Siguieron girando por todo el mundo, con un enorme tramo internacional que abarcó países como España, Chile, México y otros países más. Durante septiembre y diciembre de 2024 se embarcaron en una enorme gira por el país mencionado y los Estados Unidos, con un total de 56 conciertos en tres meses. Esto es algo que casi ninguna banda de rock argentino ha hecho en su historia. La primera parte de la gira terminó el 15 de diciembre, y se tomaron un descanso de tres meses hasta marzo de 2025.
Durante el año posterior girarán por países como Argentina, Bolivia y Uruguay, entre los que se destaca la participación de la banda en el Quilmes Rock después de 17 años. Terminarán la gira número 20 con una serie de shows en España entre el 30 de abril y el 11 de mayo de 2025, poniendo punto final a un enorme recorrido entre marzo de 2024 y mayo de 2025, para luego tomarse un nuevo descanso, mientras se espera la salida del demorado nuevo disco, y se embarcarán luego en la gira aniversario de su segundo trabajo Magos, espadas y rosas. Las ciudades elegidas de España para su cierre de gira 2024-2025 son las siguientes: Santiago de Compostela (30 de abril), Sevilla (1 de mayo), Bilbao (2 de mayo), Madrid (3 de mayo), Barcelona (4 de mayo), Mallorca (8 de mayo), Valencia (9 de mayo), Alicante (10 de mayo) y Málaga (11 de mayo).
Luego se confirmó que la banda recorrerá, en el segundo tramo de la gira aniversario de su segundo álbum, países como Perú, Chile, Colombia, México, Ecuador, Honduras, Costa Rica, El Salvador, Guatemala y finalmente harán una gira por Argentina, en el marco de este aniversario discográfico, confirmando así su reencuentro con el público local.
Para el año posterior darán una gira por España, durante el mes de mayo, siendo esta la segunda vez que la banda sale de gira por ese país desde su regreso en los meses de abril y mayo de 2025. En esta nueva ocasión, la banda celebrará el trigésimo quinto aniversario del segundo disco, con shows en Zaragoza (14 de mayo), Bilbao (15 de mayo), Pamplona (16 de mayo), Burgos (17 de mayo), Mallorca (21 de mayo), Valencia (22 de mayo), Murcia (23 de mayo), Málaga (24 de mayo), Alicante (29 de mayo), Barcelona (30 de mayo) y Madrid (31 de mayo).

## Estilo e influencias
Obviamente somos una banda que tiene mucha cultura del heavy metal, y parte de nuestra música la tiene. Tenemos canciones que son heavy metal, pero no es todo así. Me crié escuchando a The Beatles, Creedence, Judas Priest, Deep Purple, Black Sabbath y Pink Floyd, tenemos mucha data y realmente no quisimos quedarnos con un solo sentir musical.
Walter Giardino, 10/05/2013 en TV Pública.

Rata Blanca ha introducido el estilo heavy metal en la Argentina con su disco homónimo de 1988 Rata Blanca, con el que ya habían logrado reunir una gran cantidad de público. En dicho disco, con Saúl Blanch como vocalista, se ven influencias sobre todo de la música clásica (Bach, Vivaldi, Paganini), y bandas como Deep Purple y Rainbow (ambas del guitarrista Ritchie Blackmore), Judas Priest, Black Sabbath y los alemanes Accept.
El sonido de la banda continuó en su siguiente disco, Magos, espadas y rosas (1990) que fue el más exitoso y consagró al grupo como uno de los más convocantes de la Argentina y Latinoamérica. En 1991, llegaría Guerrero del Arco Iris siguiendo la misma línea, aunque su sonido se había vuelto más potente.
En 1993 lanzan el EP El libro oculto, con el que incursionan en un sonido más pesado y crudo.
Simultáneamente, también se presentaron cambios en las temáticas de las letras, abandonando el estilo del heavy metal de sus discos anteriores.
Luego de la partida de Adrián Barilari, en 1994 con Mario Ian como vocalista graban Entre el cielo y el infierno, siguiendo la línea de El libro oculto con su sonido crudo e influencias de bandas como Pantera, Fight y Accept.
Un cambio radical que tuvo que ver con el principio del fin de su primera etapa, fue el lanzamiento de Rata Blanca VII en 1997 con Gabriel Marian como vocalista, mutando casi totalmente su estilo anterior a un heavy metal más moderno, influenciado sobre todo por el disco Ozzmosis del entonces ex-Black Sabbath Ozzy Osbourne. Este cambio musical y de vocalista, sumado a la poca aceptación de los fanáticos que tuvo el álbum mencionado, provocó diferencias personales entre algunos de sus miembros, por lo que la banda se separó en 1997.
Su regreso (ya sin guitarra rítmica y con la reincorporación de Adrián Barilari como vocalista) está más ligado al sonido hard rock clásico que recuerda a los años 1970 y 1980. Aun así, aunque en menor medida que antes, en sus discos siguen estando presentes canciones que podrían encasillarse dentro del heavy metal. Esta segunda etapa de Rata Blanca está influenciada sobre todo por bandas como Deep Purple, Rainbow, Iron Maiden y AC/DC.

### Temática de las letras
Rata Blanca a lo largo de su trayectoria ha creado una gran cantidad de líricas con orientación épica. Esto tiene un trasfondo, ya que se usan términos fantásticos y legendarios como metáforas para referirse a situaciones o problemáticas reales del mundo.
Por ejemplo, la canción Rompe el hechizo de su primer álbum, es una alusión a una persona adicta y atrapada en el mundo de las drogas. Se usa la palabra hechizo refiriéndose al efecto de dependencia que la sustancia genera sobre el consumidor/a, mientras se relata cómo al final la persona logra vencer a estos demonios y recupera la libertad de su vida.
En Agord, la bruja de El libro oculto, se usa bruja como metáfora haciendo alusión a la cocaína (Agord es droga al revés). En el videoclip, se busca representar a la cocaína simbólicamente como una mujer que manipula a sus víctimas, seduciéndolas para ofrecerles droga.
La letra, con aparente temática fantástica, en realidad cuenta cómo Agord llega a la vida de una persona cuando esta se encuentra perdida en la soledad. A partir de ese momento, necesitará usar su fuerza de voluntad y emprender una lucha interna para abandonarla.
Dentro de la discografía de Rata Blanca, se recurre mucho a este estilo de metáforas.
Otros temas recurrentes en las letras de la banda son las vivencias callejeras, relaciones sentimentales, la lucha entre el bien y el mal, guerras, rock and roll, libertad, el medio ambiente y fenómenos naturales (contaminación, tempestades, tormentas, el Sol), y el adoctrinamiento de la sociedad mediante los medios, los políticos y las religiones.
En varias canciones han criticado a medios de comunicación como el periodismo y la TV argentina, según ha contado Walter Giardino en algunos recitales en vivo y numerosas entrevistas, por demonizar al heavy metal nacional y no darle debido reconocimiento, y a su vez menospreciar a la banda.

## Reconocimientos
Tres de los álbumes de estudio del grupo Rata Blanca han sido incluidos entre los 250 mejores del rock iberoamericano: Magos, espadas y rosas, El camino del fuego y El reino olvidado.

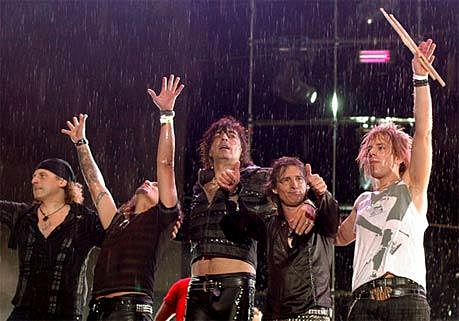
Rata Blanca en 2007.

Magos, espadas y rosas fue un hito en la historia del heavy metal en español. Lanzado con un gran despliegue, la reacción al disco fue casi inmediata. En las radios comerciales entró la canción «Mujer amante», una balada roquera nada similar a otra canción en la música en español por aquel entonces, y encajó en un grupo de público alejado de esta música, siendo considerada uno de los mejores temas de todos los tiempos del rock "latino" en general. Sin embargo, hay que entender que el mundo del heavy metal también celebró la consagración del grupo musical. Medios especializados, la crítica y los amantes de rock enarbolaron la producción; canciones como «Haz tu jugada» o «Días duros» fueron muy escuchadas (así como las canciones «Preludio obsesivo» y «Otoño medieval» que venían del disco pasado), pero sería la canción «La leyenda del hada y el mago», la que se convertiría en un himno metalero internacional, con un solo de guitarra que hasta ahora es recordado.
A fines del año 1990 ganaron numerosos premios de los medios de difusión argentinos, entre ellos: Walter Giardino, "Mejor guitarrista del año"; Magos, espadas y rosas, "Mejor álbum del año"; «La leyenda del hada y el mago» y «Mujer amante», 1.º y 3.º mejores canciones del año; Adrián Barilari, "Mejor vocalista del año".
La presentación de su tercer material discográfico, Guerrero del arco iris, se llevó a cabo en el estadio de Vélez Sársfield siendo la primera y única banda argentina en colmar un estadio con su tercer disco y la que más personas llevó a un concierto en la historia del heavy metal en español.

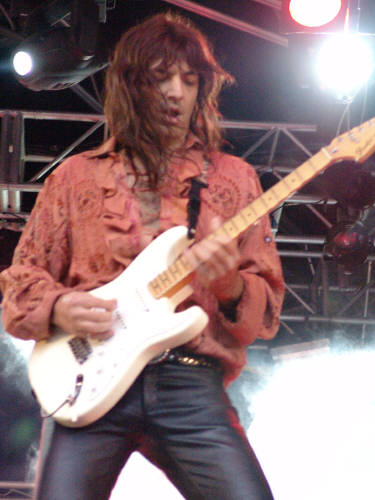
Walter Giardino.

A menos de un mes desde su salida, su noveno disco de estudio, El reino olvidado, se posicionó en los primeros puestos de la lista de los discos más vendidos y escuchados del año, desde el mes de agosto.
En diciembre de 2009, el programa radial de Mario Pergolini, Cuál es?, organizó una encuesta a nivel nacional cuya consigna consistió en elegir los 250 mejores temas de la historia del rock nacional argentino. En dicha lista, la canción épica «La leyenda del hada y el mago» de Rata Blanca alcanzó el tercer puesto, incluso siendo una canción del año 1990, es decir, casi dos décadas después de haber sido publicado, la canción mantiene a la banda en las filas de las más emblemáticas y consagrándose como himno del rock nacional.
También en el año 2009 a poco de presentarse en el Luna Park el día 16 de octubre, el grupo Rata Blanca fue distinguido con dos nominaciones al "Mejor grupo de rock" y también en la categoría "Mejor canción de rock" por «El reino olvidado» para el Latin Grammy del año 2009 que se realizaron el 5 de noviembre en la ciudad de Las Vegas, Nevada (EE. UU.).
La banda ha sido consagrada con 6 discos de oro y 1 de platino. Su segundo álbum de estudio titulado Magos, espadas y rosas fue el éxito más grande que tuvo la banda, lo cual le abrió las fronteras a la banda consagrándola no solo a nivel nacional sino también internacional.
Rata Blanca ha abierto puertas históricamente cerradas al rock pesado. Hicieron masiva una música limitada a un pequeño público, llenando teatros y estadios del mundo. El tiempo ha ubicado a la banda como un notable exponente del rock de los noventa, demostrando junto a otros grandes exponentes como Soda Stereo, La Bersuit, Caifanes, Héroes del Silencio, entre otros, de que en algún momento el rock de habla español también fue popular y de calidad.
Recientemente, durante un concierto en Rosario, fueron distinguidos con la insignia de Visitantes Distinguidos de la Ciudad de Rosario, debido a la mayor parte de las veces que han tocado allí, con distintas formaciones, a excepción del año 2020 a causa de la Pandemia de COVID-19 en nuestro país.
Recientemente, la banda obtuvo un reconocimiento en Perú por su canción Mujer amante, que se convirtió en número 1 en tendencias musicales en ese país, debido a que ostenta el récord de más de un millón de reproducciones en YouTube.

## Giras
| #   | Título de la gira                                                                         | Álbum promocionado                    | Años de duración      |
| --- | ----------------------------------------------------------------------------------------- | ------------------------------------- | --------------------- |
| 1.  | "Rata Blanca Tour"                                                                        | Rata Blanca                           | 17/12/1988-16/01/1990 |
| 2.  | "Gira Por el Camino del Sol"                                                              | Magos, espadas y rosas                | 14/07/1990-22/09/1991 |
| 3.  | "Gira Guerrera"                                                                           | Guerrero del arco iris                | 08/11/1991-09/06/1993 |
| 4.  | "El libro oculto World Tour"                                                              | El libro oculto                       | 19/11/1993-18/09/1994 |
| 5.  | "Gira Entre el cielo y el infierno"                                                       | Entre el cielo y el infierno          | 20/09/1994-28/12/1996 |
| 6.  | "Gira Rata Blanca VII"                                                                    | Rata Blanca VII                       | 14/06/1997-27/12/1997 |
| 7.  | "Tour Grandes canciones"                                                                  | Grandes canciones                     | 02/09/2000-16/06/2002 |
| 8.  | "Gira El Camino del Fuego"                                                                | El camino del fuego                   | 05/07/2002-05/02/2005 |
| 9.  | "Tour La Llave de la Puerta Secreta"                                                      | La llave de la puerta secreta         | 04/06/2005-16/08/2008 |
| 10. | "Talismán Tour"                                                                           | El reino olvidado                     | 22/08/2008-23/04/2011 |
| 11. | "Tour XX Aniversario"                                                                     | XX Aniversario Magos, Espadas y Rosas | 04/06/2011-14/07/2012 |
| 12. | "XXV Aniversario Tour"                                                                    | N/A                                   | 03/08/2012-18/12/2013 |
| 13. | "Gira 2014"                                                                               | N/A                                   | 16/02/2014-17/12/2014 |
| 14. | "Tour 2015"                                                                               | N/A                                   | 13/02/2015-30/05/2015 |
| 15. | "Gira de la Tormenta Eléctrica"                                                           | Tormenta eléctrica                    | 07/08/2015-01/12/2017 |
| 16. | "XXX Aniversario Tour"                                                                    | N/A                                   | 22/03/2018-23/11/2018 |
| 17. | "Tour Mundial 2019: La Historia Continúa"                                                 | N/A                                   | 05/04/2019-30/11/2019 |
| 18. | "Gira Argentina e Internacional 2021-2022: La Vuelta de los Guerreros del Rock Argentino" | N/A                                   | 20/02/2021-10/12/2022 |
| 19. | "Tour Argentino e Internacional 2023 - El Rock Nunca Muere"                               | N/A                                   | 02/03/2023-02/12/2023 |
| 20. | "Tour por el Mundo 2024: Adelantando Canciones Nuevas"                                    | N/A                                   | 15/03/2024-15/12/2024 |
| 21. | "Magos, Espadas y Rosas: XXXV Aniversario Tour"                                           | N/A                                   | 01/03/2025-           |

### Giras con más shows
- Gira de la Tormenta Eléctrica (07/08/2015-01/12/2017): 154 shows
- Gira El Camino del Fuego (05/07/2002-05/02/2005): 139 shows
- Gira Por el Camino del Sol (14/07/1990-31/08/1991): 134 shows
- Tour La Llave de la Puerta Secreta (04/06/2005-16/08/2008): 134 shows
- Gira Argentina e Internacional 2021-2022: La Vuelta de los Guerreros del Rock Argentino (20/02/2021-10/12/2022): 110 shows
- Talismán Tour (22/08/2008-23/04/2011): 106 shows
- Tour por el Mundo 2024: Adelantando Canciones Nuevas (15/03/2024-15/05/2025): 90 shows
- Tour Grandes canciones (02/09/2000-16/06/2002): 84 shows
- Gira 2014 (16/02/2014-17/12/2014): 84 shows
- Gira Entre el cielo y el infierno (20/09/1994-28/12/1996): 81 shows
- XXV Aniversario Tour (03/08/2012-18/12/2013): 72 shows
- Magos, Espadas y Rosas: XXXV Aniversario Tour (01/03/2025-presente): 72 shows
- Tour Argentino e Internacional 2023 - El Rock Nunca Muere (02/03/2023-02/12/2023): 70 shows
- XXX Aniversario Tour (22/03/2018-23/11/2018): 61 shows
- Tour Mundial 2019: La Historia Continúa (05/04/2019-30/11/2019): 60 shows
- Gira Guerrera (08/11/1991-09/06/1993): 60 shows
- El libro oculto World Tour (19/11/1993-18/09/1994): 45 shows
- Rata Blanca Tour (17/12/1988-16/01/1990): 38 shows
- Gira Rata Blanca VII (14/06/1997-27/12/1997): 30 shows
- Tour XX Aniversario (04/06/2011-14/07/2012): 27 shows
- Tour 2015 (13/02/2015-30/05/2015): 23 shows

## Países en los que se presentaron
- Argentina
- Alemania
- Bolivia
- Brasil
- Burundi
- Chile
- Colombia
- Costa Rica
- Ecuador
- El Salvador
- España
- Estados Unidos
- Guatemala
- Honduras
- México
- Nicaragua
- Panamá
- Paraguay
- Perú
- Portugal
- Puerto Rico
- Uruguay
- Venezuela

## Integrantes
| - Walter Giardino – guitarra (1986-1997, 2000-presente) - Adrián Barilari – voz (1989-1993, 2000-presente) - Danilo Moschen – teclados, sintetizador (2010-presente) - Alan Fritzler - batería (2024-presente) - Juan Pablo Massanisso - bajo (2024-presente) - Alejandro Zon - batería en gira (2007, 2022) | - Rodolfo Cava – voz (1986, 1987) - Carlos Perigo – voz (1986-1987) - Shito Molina † – voz (1987-1988) - Saúl Blanch – voz (1987, 1988-1989) - Mario Ian – voz (1993-1996) - Gustavo Rowek – batería (1986-1997, 2013) - Sergio Berdichevsky – guitarra (1986-1997, 2013) - Javier Retamozo – teclados, sintetizador (1993-1997) - Gabriel Marián – voz (1996-1997) - Hugo Bistolfi – teclados, sintetizador (1989-1993, 2000-2010) - Guillermo Sánchez † – bajo (1986-1997, 2000-2017) - Fernando Scarcella – batería (2000-2024) - Pablo Motyczak – bajo (2017-2024) |

## Discografía

### Álbumes de estudio
- 1988: Rata Blanca
- 1990: Magos, espadas y rosas
- 1991: Guerrero del arco iris
- 1993: El libro oculto (EP)
- 1994: Entre el cielo y el infierno
- 1997: Rata Blanca VII
- 2002: El camino del fuego
- 2005: La llave de la puerta secreta
- 2008: El reino olvidado
- 2009: The Forgotten Kingdom
- 2015: Tormenta eléctrica

### Álbumes en directo
- 1993: Ciudad de Cáceres en vivo 30/4/93 (Bootleg)
- 1996: En vivo en Buenos Aires
- 2003: Poder vivo
- 2011: XX aniversario Magos, espadas y rosas
- 2021: Luna Park 2019

### Álbumes recopilatorios
- 2000: Grandes canciones
- 2001: Entre el cielo y el infierno / El libro oculto
- 2002: Oro: Grandes éxitos
- 2004: Canciones buscadas
- 2009: El reino olvidado / The Forgotten Kingdom

### Sencillos
- 2000: «Rata Blanca» (Sencillo)
- 2001: «Teatro Gran Rex XIV-XII-MMI» (Sencillo)
- 2002: «Highway on Fire» (Sencillo)

### Tributos
- 2001: La leyenda continúa

### Álbumes en video
- 1992: Rata Blanca: La leyenda
- 1993: Rata Blanca: Gira por Europa
- 1996: En vivo en Buenos Aires
- 2004: En vivo Estadio Obras 26 de Julio de 2003
- 2005: Teatro Gran Rex XIV-XII-MMIII (Invitado especial: Glenn Hughes)

### Videografía
- 1990: «La leyenda del hada y el mago»
- 1990: «Mujer amante» (Versión original censurada)
- 1990: «Mujer amante» (Segunda Versión)
- 1991: «Días duros»
- 1991: «Guerrero del arco iris»
- 1992: Rata Blanca, La Leyenda (Largometraje. Dir. Pablo Perel - Laser Video)
- 1993: «Lejos de casa»
- 1993: «Agord, la bruja»
- 1994: «Bajo control»
- 1994: «Jerusalén»
- 1996: «La Leyenda del Hada y el Mago» (En vivo)
- 2002: «Volviendo a casa»
- 2003: «El Amo del Camino»
- 2003: «Guerrero del arco iris (En vivo)»
- 2003: «Sólo para amarte (En vivo)»
- 2005: «La Otra Cara de la Moneda»
- 2005: «Aún estás en mis sueños»
- 2008: «El Reino Olvidado (Versión extendida)»
- 2008: «Talisman»
- 2008: «El Círculo de Fuego»
- 2009: «El Guardián de la Luz»
- 2009: «El Reino Olvidado (En vivo)»
- 2009: «Guardian of the Light»
- 2015: «Tormenta Eléctrica» (Video Lyric)
- 2017: «Los Chicos Solo Quieren Rock»
- 2019: «Rock and Roll Hotel» (Video Lyric)
- 2014: «Hijos de la Tempestad» (Video Lyric)
- 2024: «Rock es Rock!» (Video Lyric)
- 2024: «Cuando Sane tu Corazon» (Video Lyric)